# Anders Golding
Anders Christian Golding (* 12. Mai 1984 in Aalborg) ist ein ehemaliger dänischer Sportschütze.

## Erfolge
Anders Golding nahm an zwei Olympischen Spielen im Skeet teil. Bei den Olympischen Spielen 2008 in Peking belegte er den 25. Rang. 2012 qualifizierte er sich in London als Zweiter mit 122 Punkten für das Finale. Er erzielte 24 weitere Treffer und gewann mit insgesamt 146 Punkten als Zweitplatzierter die Silbermedaille. Bei Weltmeisterschaften sicherte er sich im Mannschaftswettbewerb 2009 in Maribor Bronze und 2011 in Belgrad Silber.